# Јакуп Сатар
Јакуп Сатар (Крим, 11. март 1898 — Ескишехир, 2. април 2008) био је последњи турски ветеран из Првог светског рата. Он је умро у доби од 110 година.
Рођен је на Криму за време Руске Империје. Придружио се војсци Османског царства, 1915. године. Дана 23. фебруара 1917. године, био је заробљен од стране Британаца. Ослобођен је након завршетка рата. Након тога је прешао у војску Мустафе Кемала Ататурка и учествовао је у Турском рату за независност.
Непосредно пре свог 110 рођендана био је лечен због инфекције у војној болници. Убрзо после свог 110 рођендана (22 дана после) преминуо је.